# Três Tigres Tristes
Três Tigres Tristes é um filme de drama brasileiro de 2023 dirigido por Gustavo Vinagre. O filme centra-se em três jovens queer em São Paulo que exploram a cidade, no contexto de uma pandemia viral que infeta o cérebro e prejudica a memória.
O elenco inclui Isabella Pereira, Jonata Vieira, Pedro Ribeiro, Gilda Nomacce, Carlos Escher, Julia Katharine, Ivana Wonder, Cida Moreira, Everaldo Pontes, Nilceia Vicente.
O filme estreou no programa Fórum do 72º Festival Internacional de Cinema de Berlim, onde foi vencedor do Teddy Award de melhor longa-metragem com temática LGBTQ. O filme foi o vencedor do Prêmio do Júri do Dragão Rosa no 38º Festival de Cinema LGBT de Liubliana. O filme estreou comercialmente em 30 de novembro de 2023.

## Elenco[1]
- Isabella Pereira ...Isabella
- Jonata Vieira ...Jonata
- Pedro Ribeiro  ...Pedro
- Filipe Rossato ...Filiril
- Gilda Nomacce ...Dita
- Carlos Escher ...Carlinhos
- Cida Moreira ...Mirta
- Everaldo Pontes ...Omar
- Lizette Negreiros ...Avó de Jonata
- Nilceia Vicente ...Suely Meiqui
- Inês Brasil ...Onça Pintada
- Majeca Angelucci ...Dra. Maria Angélica Piracema
- Gabriel Stippe ...Richard
- Caetano Gotardo ...Homem da bolha
- Julia Katharine ...Mãe
- Ivana Wonder ...Dona do petshop